# Estany de la Font de Baix
L'estany de la Font de Baix o estany d'en Roca és un petit estany de la comarca del Ripollès situat al vessant nord de la serra Cavallera, una serralada disposada d'est a oest entre la vall del Ter i la vall del Freser que ateny una altitud de 1.894 metres. L'estany està situat a 1460 m d'altitud, en una zona de muntanya mitjana dedicada a la ramaderia i l'explotació forestal. Es localitza a prop del torrent de Burgil, també al municipi de Pardines.
Aquest estany, junt amb l'estany del Tarter i la bassa de la serra de la Canya, formava part de l'anterior zona humida "Estanys i basses de la Serra Cavallera". Aquella zona humida s'ha subdividit en tres zones humides independents -ja que es troben força separades i tenen característiques ben diferents-, totes elles integrades dins el complex "Estanys i basses de la Serra Cavallera".
L'estany de la Font de Baix és, de totes tres zones humides, la més ben conservada i d'un interès més gran, tot i que
també és utilitzada pels ramats. L'estany està situat en una zona de prats calcícoles i mesoxeròfils, amb abundants freixes de fulla gran (Fraxinus excelsior), boixos i alguns avellaners. Vora l'estany apareixen prats dalladors amb fromental (Arrhenatherum elatius) i prats dalladors mesohigròfils. L'estany presenta un recobriment pràcticament total de Potamogeton. Les aigües que en surten s'entollen als prats inferiors, donant lloc també a comunitats higròfiles d'alt interès.
Entre els hàbitats d'interès comunitari presents a la zona, destaquen els següents:
- 6170 "Prats calcícoles alpins i subalpins",
- 6210 "Prats -i fàcies emmatades- medioeuropeus, seminaturals, sobre substrat calcari (Festuco-Brometea)",
- 6510 "Prats de dall de terra baixa i de la muntanya mitjana (Arrhenatherion)"
- 6520 "Prats de dall altimontans i subalpins (Triseto-Polygonion bistortae)".

Pel que fa a la fauna, l'estany és interessant com a punt de reproducció d'amfibis de muntanya mitjana i per a alguns
invertebrats (tricòpters, odonats, etc), a més de ser un punt d'abeurament per a tota mena de fauna salvatge.
El principal factor que afecta negativament l'espai és el trepig per part del bestiar (vaques), tot i que no és tan intensiu
com el que té lloc a l'estany del Tarter. Vora l'estany hi ha un pou de glaç, indicat amb senyalitzacions de l'Ajuntament
de Pardines, el Consell Comarcal del Ripollès i altres entitats, que fan referència també a l'estany. Anomenen la zona Pla de l'Estany i Estany d'en Roca.
Aquest estany està situat dins l'espai del PEIN "Serra Cavallera" i dins l'espai de la Xarxa Natura 2000 ES5120003
"Serra Cavallera".